# Мазурски, Пол
Ирвин Лоренс «Пол» Мазу́рски (англ. Paul Mazursky; 25 апреля 1930 — 30 июня 2014) — американский кинорежиссёр, сценарист и актёр. Четырежды был номинирован на премию Оскар.

## Ранние годы
Родился в еврейской семье российского происхождения, его дед был уроженцем Кобрина. Его мать Джин Гершон (1910—1971) была пианисткой; отец — Дэвид Мазурский (1905—1960) — рабочим. В 1951 году Мазурски окончил Бруклинский колледж.

## Карьера
В 1953 году дебютировал как актёр в первой полнометражной картине Стэнли Кубрика «Страх и вожделение». Первым фильмом, где он выступил в качестве режиссёра, был «Боб и Кэрол и Тед и Элис» (1969). Картина имела большой успех у критиков и зрителей, собрав больше 31 миллиона долларов и став пятым самым кассовым фильмом года. Он также снял фильмы «Алекс в Стране чудес» (1970), «Незамужняя женщина» (1978) и «Сцены в магазине» (1991).
Среди других фильмов, которые снял Мазурски — «Без гроша в Беверли-Хиллз», адаптированная пьеса французского драматурга Рене Фошуа, «Луна над Парадором» (1988) и автобиографическая лента «Следующая остановка — Гринвич-Виллидж» (1976). В 1984 он снял успешную комедию «Москва на Гудзоне», где Робин Уильямс сыграл русского музыканта-невозвращенца, оставшегося во время гастролей московского цирка в США. В ленте сыграли многие советские эмигранты, в том числе Савелий Крамаров.
Мазурски написал автобиографию, в которой изложил свой опыт съёмок и рассказал об известных лицах экрана, на карьеру которых он повлиял, например, Питере Селлерсе. Искушённый и направленный против предрассудков подход Мазурски к предмету фильма обычно заканчивался или удачными попаданиями, или смелыми провалами.
Мазурски принял участие во множестве документальных фильмов, включая «Десятилетие под влиянием», «Нью-Йорк в кино» и «Сценаристы: слова в образе».
13 декабря 2013 года стал обладателем именной звезды на голливудской «Аллее славы».

## Личная жизнь и смерть
Был женат на Бетси Мазурски, воспитывал дочь Мег Мазурски (1957—2009).
Скончался 30 июня 2014 года в Лос-Анджелесе в медицинском центре Седарс-Синай от лёгочной аденокарциномы.

## Избранная фильмография
| Год       |    | Русское название                      | Оригинальное название             | Роль                          |
| --------- | -- | ------------------------------------- | --------------------------------- | ----------------------------- |
| 1953      | ф  | Страх и вожделение                    | Fear and Desire                   | рядовой Сидни                 |
| 1955      | ф  | Школьные джунгли                      | Blackboard Jungle                 | Эммануэл Стокер               |
| 1956—1958 | с  | Телевизионный театр Крафта            | Kraft Television Theatre          | разные персонажи              |
| 1960—1963 | с  | Сумеречная зона                       | The Twilight Zone                 | разные персонажи              |
| 1969      | ф  | Боб и Кэрол и Тед и Элис              | Bob & Carol & Ted & Alice         | человек, кричащий в институте |
| 1974      | ф  | Гарри и Тонто                         | Harry and Tonto                   | мужчина-проститутка           |
| 1976      | ф  | Следующая остановка — Гринвич-Виллидж | Next Stop, Greenwich Village      | кастинг-директор              |
| 1976      | ф  | Звезда родилась                       | A Star Is Born                    | Брайан                        |
| 1978      | ф  | Незамужняя женщина                    | An Unmarried Woman                | Хэл                           |
| 1981      | ф  | Всемирная история, часть первая       | History of the World: Part I      | римский офицер                |
| 1984      | ф  | Москва на Гудзоне                     | Moscow on the Hudson              | Дейв                          |
| 1985      | ф  | В ночи                                | Into the Night                    | Бад Херман                    |
| 1986      | ф  | Без гроша в Беверли-Хиллз             | Down and Out in Beverly Hills     | Сидней Ваксман                |
| 1988      | ф  | Луна над Парадором                    | Moon Over Parador                 | мамочка                       |
| 1988      | ф  | Изюминка                              | Punchline                         | Арнольд                       |
| 1989      | ф  | Враги. История любви                  | Enemies: A Love Story             | Леон Тортшайнер               |
| 1991      | ф  | Сцены в магазине                      | Scenes from a Mall                | доктор Ханс Клава             |
| 1992      | ф  | Людские неприятности                  | Man Trouble                       | Ли Макгриви                   |
| 1993      | ф  | Путь Карлито                          | Carlito’s Way                     | судья Файнстайн               |
| 1994      | ф  | Любовная история                      | Love Affair                       | Херб Стиллман                 |
| 1995      | ф  | Рапсодия Майами                       | Miami Rhapsody                    | Вик Маркус                    |
| 1995      | с  | Фрейзер                               | Frasier                           | Винни                         |
| 1996      | ф  | Верность                              | Faithful                          | доктор Сасскинд               |
| 1996      | ф  | Два дня в долине                      | 2 Days in the Valley              | Тедди Пепперс                 |
| 1998      | ф  | Булворт                               | Bulworth                          | в роли самого себя            |
| 1998      | мф | Муравей Антц                          | Antz                              | психолог                      |
| 1999—2002 | с  | Опять и снова                         | Once and Again                    | Фил Брукс                     |
| 2000—2001 | с  | Клан Сопрано                          | The Sopranos                      | Саншайн                       |
| 2001      | ф  | Мажестик                              | The Majestic                      | глава студии                  |
| 2003      | тф | Памятное путешествие                  | Coast to Coast                    | Стэнли Тарто                  |
| 2004—2009 | с  | Умерь свой энтузиазм                  | Curb Your Enthusiasm              | Норм                          |
| 2006      | ф  | С кем бы отведать сыра                | I Want Someone to Eat Cheese With | Чарли Перлман                 |
| 2011      | с  | Роковые красотки                      | Femme Fatales                     | начальник тюрьмы Уорден       |
| 2011      | мф | Кунг-фу панда 2                       | Kung Fu Panda 2                   | музыкальный кролик            |
| 2018      | ф  | Другая сторона ветра                  | The Other Side of the Wind        | в роли самого себя            |

## Награды и номинации
- 1970 — номинация на премию «Оскар» в категории «Лучший оригинальный сценарий» за фильм «Боб и Кэрол и Тэд и Элис».
- 1971 — номинация на премию BAFTA в категории «Лучший сценарий» за фильм «Боб и Кэрол и Тэд и Элис».
- 1975 — номинация на премию «Оскар» в категории «Лучший оригинальный сценарий» за фильм «Гарри и Тонто».
- 1979 — номинации на премию «Оскар» в категории «Лучший фильм» и «Лучший оригинальный сценарий» за фильм «Незамужняя женщина».
- 1990 — номинация на премию «Оскар» в категории «Лучший адаптированный сценарий» за фильм «Враги. История любви».